# Ivan Miyazato
Ivan Miyazato (Campo Grande, 1978) é um produtor musical, engenheiro de som e multi-instrumentista brasileiro de ascendência japonesa, considerado como um dos principais produtores musicais do Brasil da música sertaneja.
Iniciou sua carreira na segunda metade em 1994 quando, ainda jovem, era baixista da banda Guri com Michel Teló e Teófilo Teló e, no fim dos anos 1990, como membro do grupo Santo Chão. No início dos anos 2000, também esteve próximo do produtor musical Dudu Borges e trabalhou como engenheiro de som de álbuns como Ao Vivo da banda Resgate, da qual Dudu era integrante. Sua carreira como produtor começou a ascender à medida que colaborou com o Grupo Tradição e, em seguida, com a produção do álbum Tô de Cara (2008), de Luan Santana.
Durante as décadas de 2010 e 2020, Miyazato trabalhou com vários artistas e duplas do cenário sertanejo, incluindo Gusttavo Lima, Lauana Prado, Matheus & Kauan, Israel & Rodolffo, Zé Neto & Cristiano e Luiza & Maurílio.